# Odeshima
Odeshima (japanisch 小豊島) ist eine bewohnte Insel in der japanischen Seto-Inlandsee. Der Name der Insel bedeutet „Klein-Teshima“ und bezieht sich auf die größere Nachbarinsel Teshima. Administrativ gehört Teshima zur Gemeinde Tonoshō im Shōzu-gun der Präfektur Kagawa.

## Geographie
Odeshima ist eine kleine Insel, die zwischen Teshima im Westen und Shōdoshima im Osten liegt. Sie ist Teil der Naoshima-Inseln und des 1934 ausgewiesenen Setonaikai-Nationalparks. Odeshima hat eine Fläche von 1,09 km² bei einem Umfang von 4,3 km. Sie hat ungefähr in Ost-West-Richtung eine Länge von 1,8 km. Die höchste Erhebung erreicht eine Höhe von 133 m. Auf der Nordseite befindet sich ein etwa 300 m langer Sandstrand.
Im Jahr 2020 lag die Einwohnerzahl bei neun Personen, was einer Bevölkerungsdichte von 8,3 Einwohnern pro Quadratkilometer entspricht. Der Bevölkerungstrend ist rückläufig.
| Jahr          | 1995 | 2000 | 2005 | 2010 | 2015 | 2020 |
| ------------- | ---- | ---- | ---- | ---- | ---- | ---- |
| Einwohnerzahl | 16   | 18   | 16   | 15   | 10   | 9    |

## Geschichte und Wirtschaft
Historisch war Odeshima wie auch Teshima für seine Steinmetze bekannt. Ab dem Ende der Edo-Zeit arbeiteten die Bewohner vermehrt als Landwirte und Fischer. Ab den 1960er Jahren wurden auf der Insel „Olivenrinder“ gehalten, bei denen es sich um Kuroge-Washu-Rinder (黒毛和牛) handelt, deren Futter bei der Ölextraktion entstandene Olivenreste von den Olivenhainen Shōdoshimas beigemengt werden, um ihrem Fleisch einen besonderen Geschmack zu geben. Dieses „Olivenrindfleisch“ wird von der Marke „Sanuki-Rindfleisch“ verkauft.

## Verkehr
Der Hafen von Odeshima befindet sich auf der Nordwestseite der Insel. Von dort bestehen Bootsverbindungen mit Shōdoshima mit einer Fahrtdauer von 30 Minuten sowie mit dem Karato- und Ieura-Hafen von Teshima mit einer Fahrtdauer von 40 Minuten.